# Барон Тивеет
Барон Тивеет из Баргхклера в графстве Саутгемптон — наследственный титул в системе Пэрства Соединённого королевства. Он был создан 27 июня 1940 года для Чарльза Керра (1874—1968). Ранее он заседал в Палате общин Великобритании от Монтроза Бургса (1932—1940) и занимал должность финансового контролера королевского двора (1939—1940). Позднее он являлся председателем Национальной Либеральной партии. Чарльз Керр был внуком лорда Чарльза Леннокса Керра (1814—1898), четвертого сына Уильяма Керра, 6-го маркиза Лотиана (1763—1824).
По состоянию на 2024 год носителем титула являлся единственный сын второго барона, Чарльз Роберт Керр, 3-й барон Тивеет (род. 1971), который стал преемником своего отца в 2023 году.

## Бароны Тивеет (1940)
- 1940—1968: Чарльз Иэн Керр, 1-й барон Тивеет (3 мая 1874 — 7 января 1968), старший сын Чарльза Уиндхэма Родольфа Керра (1849—1894)[1];
- 1968—2023: Чарльз Джон Керр, 2-й барон Тивеет (16 декабря 1934 — 15 октября 2023), единственный сын предыдущего[2];
- 2023 — настоящее время: Чарльз Роберт Керр, 3-й барон Тивеет (род. 19 сентября 1971), единственный сын предыдущего[3].